# ECW 월드 헤비웨이트 챔피언십

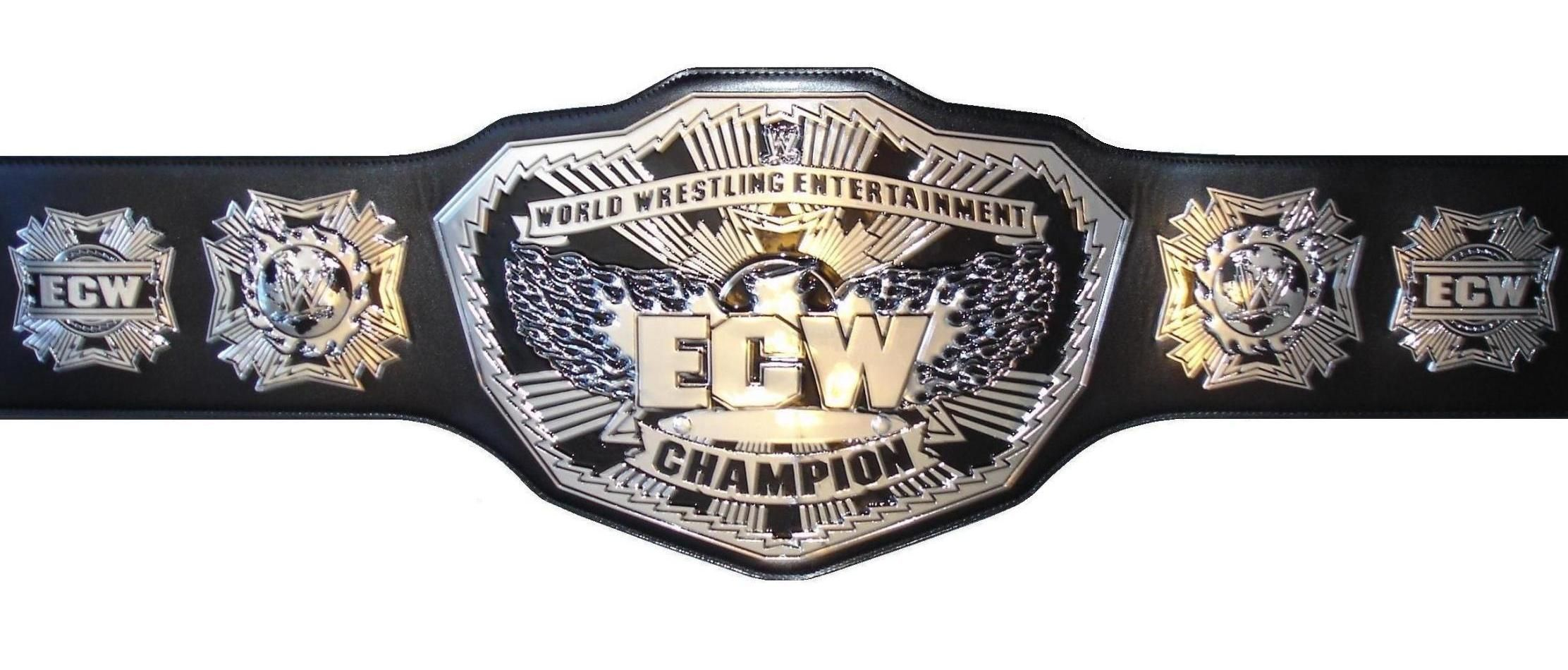

ECW 챔피언십(ECW Championship) 혹은 ECW 월드 헤비웨이트 챔피언십(ECW World Heavyweight Championship)은 ECW와 WWE의 챔피언십이었다.
1992년 NWA로 시작해서 1994년부터 ECW에서 활약을 보인다음 2001년에 WWE가 ECW를 흡수한 이후 폐지, 2006년 ECW가 WWE의 제3의 브랜드로 5년 만에 부활할때부터 2010년 재폐지때까지 WWE 챔피언십, WWE 월드 헤비웨이트 챔피언십과 같은 급으로 전성을 누렸던 챔피언십이다.
그러나 WWE에서는 이 두 월드 챔피언십과는 달리 트리플 크라운 챔피언십과 그랜드 슬램 챔피언십은 인정되지 않으나,ECW 단체에서만 월드 챔피언십으로써 트리플 크라운 챔피언십만을 인정된다.
본 타이틀은 2008년에 RAW 브랜드에 속한적이 있었다.

## 역대 타이틀 명칭
| 타이틀 명칭                  | 연도                   |
| ---------------------------- | ---------------------- |
| NWA-ECW 헤비웨이트 챔피언십  | 1992년 ~ 1994년        |
| ECW 월드 헤비웨이트 챔피언십 | 1994년 ~ 2001년 2006년 |
| ECW 월드 챔피언십            | 2006년 ~ 2007년        |
| ECW 챔피언십                 | 2007년 ~ 2010년        |

## 기록들
- 초대 챔피언 : 지미 스누카
- 마지막 챔피언 : 이지키엘 잭슨
- 최장수 챔피언 : 셰인 더글래스 (406일)
- 최단 기간 챔피언 : 이지키엘 잭슨 (3일)
- 최다 챔피언 : 샌드맨 (5회)
- 최중량급 챔피언 : 빅쇼 (203 kg)
- 최경량급 챔피언 : 제리 린 (84 kg)
- 최고령 챔피언 : 미스터 맥맨 (61세 248일)
- 최연소 챔피언 : 마이키 윕렉 (22세 146일)

## 역대 챔피언

#### NWA-ECW (네츄럴 레슬링 얼라이언스-이스턴 챔피언십 레슬링)
- 지미 스누카 (초대 챔피언)
- 자니 핫바디
- 돈 무라코
- 샌드맨 (최다 챔피언)
- 티토 산타나
- 셰인 더글래스
- 사부
- 테리 펑크

#### ECW (익스트림 챔피언십 레슬링)
- 마이키 윕렉
- 레이븐
- 뱀 뱀 비글로
- 태즈
- 마이크 어썸
- 다나카 마사토
- 타미 드리머
- 저스틴 크레더블
- 제리 린
- 스티브 코리노
- 라이노

#### WWE (월드 레슬링 엔터테인먼트)
- 랍 밴 댐 (WWE 챔피언,ECW 챔피언의 함께 소유했던 레슬러)
- 빅 쇼
- 보비 래슐리
- 미스터 맥맨
- 존 모리슨
- CM 펑크
- 차보 게레로
- 케인
- 마크 헨리
- 매트 하디
- 잭 스웨거
- 크리스찬
- 이지키엘 잭슨 (마지막 챔피언)

## 같이 보기
- 트리플 크라운 챔피언십
- WWE 챔피언십
- WWE 유니버셜 챔피언십
- 월드 헤비웨이트 챔피언십 (WWE, 2023)
- 월드 헤비웨이트 챔피언십 (WWE, 2002~2013)
- WWE NXT 챔피언십
- WCW 월드 헤비웨이트 챔피언십
- AEW 월드 챔피언십
- TNA 월드 챔피언십
- RoH 월드 헤비웨이트 챔피언십
- GFW 글로벌 챔피언십